# Pedro Nuño Colón de Portugal
Pedro Nuño Colón de Portugal y Castro, sesto duca di Veragua, sesto marchese della Giamaica, sesto conte di Gelves, viceré della Nuova Spagna (Madrid, 13 dicembre 1618 – Città del Messico, 13 dicembre 1673), è stato un nobile, politico, militare e governante coloniale spagnolo.

## Biografia
Colón de Portugal era un discendente diretto di Cristoforo Colombo, ed un cavaliere del Toisón de Oro. Assunse anche l'incarico di ammiraglio e governatore delle Indie. Fu il primo Vicereame della Nuova Spagna nominato da re Carlo II. Il suo mandato fu il più breve di tutti. Morì cinque giorni dopo aver assunto ufficialmente l'incarico.
Il 28 aprile 1672 Enrique de Toledo y Osorio, marchese di Villafranca, fu nominato viceré della Nuova Spagna, ma rifiutò il posto.
Colón de Portugal fu nominato al suo posto il 10 giugno 1672, e giunse a Veracruz nel settembre del 1673. Passò qualche tempo a Veracruz per osservare le locali fortificazioni. In quel periodo la Spagna era in guerra con la Francia.
Giunse a Chapultepec il 16 novembre 1673, e vi rimase tre settimane per problemi di salute, prima di fare l'entrata ufficiale a Città del Messico. Prese possesso del governo la notte del 20 novembre, ma delegò le funzioni amministrative. Fece l'entrata solenne a Città del Messico l'8 dicembre 1673, e morì il 13 dicembre. Il suo governo viene fatto ufficialmente partire dall'8 dicembre, e non dal 20 novembre.
Uno dei suoi pochi atti fu l'abbassamento del prezzo di cacao e mais.
Morì alle 5 della mattina. I suoi funerali furono solenni, celebrati nella cattedrale, e venne sepolto nella cappella di Santo Cristo. Secondo alcuni storici i resti furono in seguito portati in Spagna, mentre secondo altri si troverebbero ancora nella cattedrale.
Il giorno in cui morì, l'inquisitore Juan de Ortega consegnò all'Audiencia istruzioni sigillate su cosa fare in caso di morte di Pedro Nuño Colón de Portugal. Il governo andava trasferito a Payo Enríquez de Rivera, arcivescovo di Città del Messico.

## Matrimoni e discendenza
Pedro Nuño Colón de Portugal si sposò due volte.
Il primo matrimonio fu celebrato il 7 febbraio 1645 nella Chiesa di San Jerónimo el Real di Madrid con Isabel de la Cueva y Enríquez (*~1620 †1657). Isabel era figlia di Francisco III Fernández de la Cueva e della sua terza moglie Ana Enriquez de la Cueva y Colonna. La coppia ebbe un figlio:
- Pedro Manuel Colón de Portugal (*1651 †1710), successe a suo padre nei titoli.

In seguito alla morte di Isabel, si sposò con María Luisa de Castro Girón y Portugal, figlia del conte di Lemos Francisco Fernández de Castro y Portugal e di sua moglie Antonia Téllez-Girón y Enríquez de Ribera. Da questa seconda unione nacquero:
- Álvaro (*? †1699)
- Francisca Maria (*? †1680)
- Catalina (*~1660 †1700)